# Théorie de l'homotopie
Ne pas confondre avec la théorie homotopique des types en logique.
La théorie de l'homotopie est une branche des mathématiques issue de la topologie algébrique dans laquelle les espaces et applications sont considérés à homotopie près. La notion topologique de déformation est étendue à des contextes algébriques notamment via les structures de complexe différentiel puis d’algèbre A∞.

## Approche topologique
Étant donné deux équivalences d’homotopie f : X′ → X et g : Y → Y′, l’ensemble des classes d'homotopie des applications continues entre X et Y s’identifie à celui des applications entre X′ et Y′ par composition avec f et g.
L’ensemble des classes d’homotopie d’applications continues entre X et Y est donc un invariant homotopique noté [X, Y], et en particulier, les groupes d’homotopie d’un espace topologique X : πn(X) = [Sn, X].
De nombreuses autres constructions permettent de définir de tels invariants comme l’homologie et la cohomologie.
Au contraire, la dimension d’une variété différentielle n’est pas un invariant homotopique, puisque tous les espaces vectoriels réels sont contractiles, c’est-à-dire homotopiquement équivalents à un point. De même, on a pu distinguer les types d’homotopie des espaces de configuration de deux espaces lenticulaires homotopiquement équivalents.
Le remplacement d’une application continue par une fibration ou une cofibration permet de définir les fibres et cofibres homotopiques.